# Amphiporus cruentatus
Amphiporus cruentatus är en djurart som tillhör fylumet slemmaskar, och som beskrevs av Addison Emery Verrill 1879. Amphiporus cruentatus ingår i släktet Amphiporus och familjen Amphiporidae.
Artens utbredningsområde är Mexikanska golfen. Inga underarter finns listade i Catalogue of Life.